# Karry K60
Pour les articles homonymes, voir K60.
Le Karry K60 est un crossover compact produit par Chery sous la marque Karry.

## Aperçu

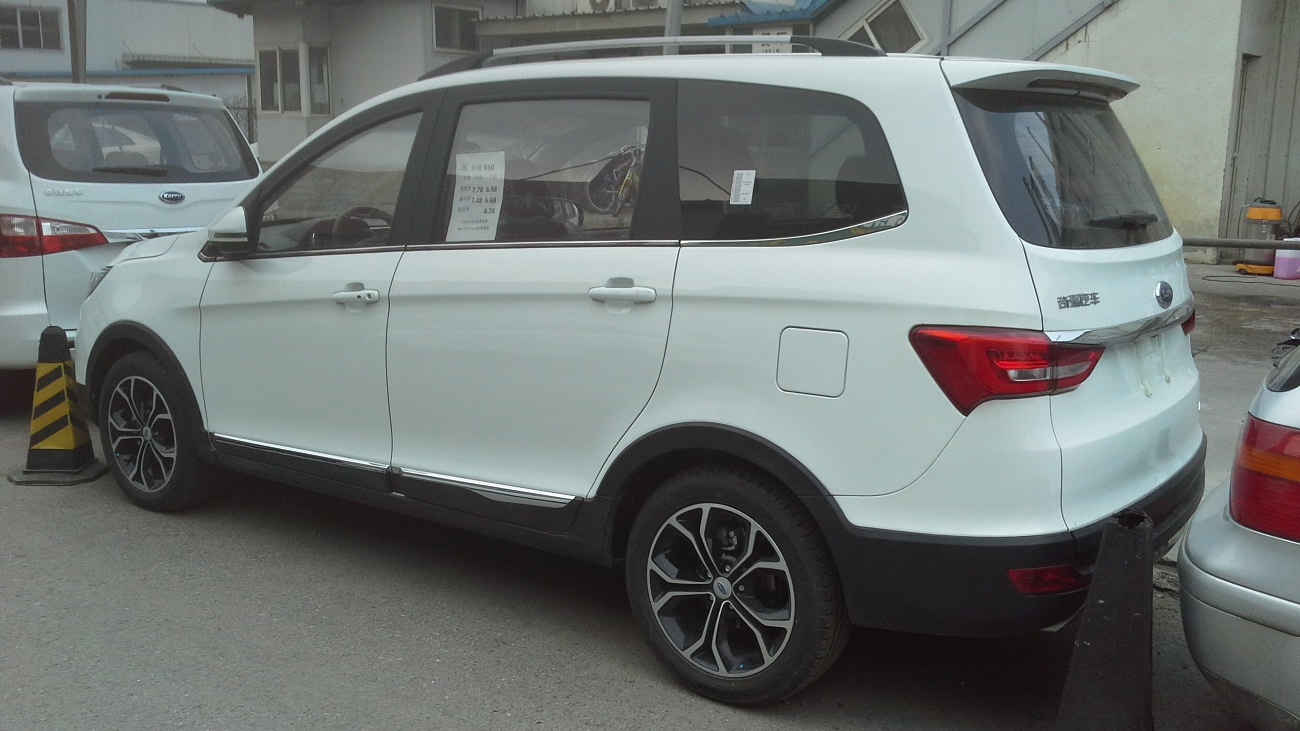
Karry K60 vue arrière.

Le Karry K60 est disponible en versions 5, 6 et 7 places. Le moteur de la K60 est un moteur essence à quatre cylindres de 1,5 litre développant 109 ch et 140 N m, couplé à une transmission manuelle à cinq vitesses alimentant les roues avant. La vitesse maximale du K60 est de 100 kilomètres par heure.

## Karry K60 EV

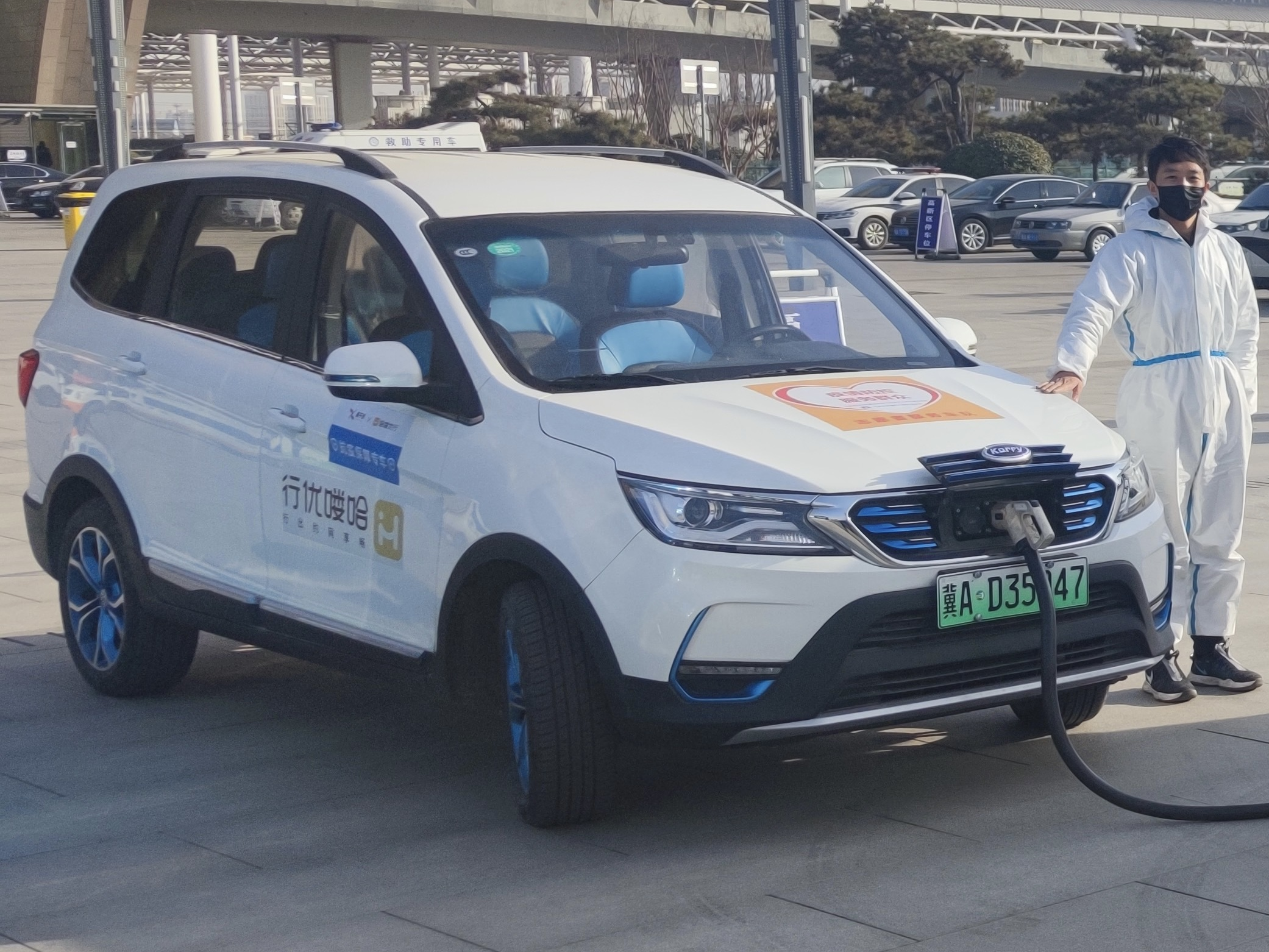
Un Karry K60 EV en recharge.

Le Karry K60 EV est propulsé par un moteur électrique de 80 kW avec un couple de 240 N m et une vitesse de pointe de 120 km/h. La batterie a une densité de 182Wh/kg et est capable d'une autonomie de 301 km. La charge rapide prend 1,5 heure pour recharger complètement.

## Ciwei EV400
Le Ciwei EV400 est un monospace multisegment électrique qui est un Karry K60 EV rebadgé vendu par Ciwei.